# Nati nel 1459
| Questa pagina contiene informazioni ricavate automaticamente dalle voci biografiche con l'ausilio del template Bio e di un bot. L'aggiornamento è periodico e automatico e ricostruisce completamente la pagina. Se manca una persona in questa lista, sei pregato di non aggiungerla, ma accertati piuttosto che la sua voce biografica contenga il template Bio e che i dati anagrafici siano correttamente compilati. Se il template Bio manca, inseriscilo tu stesso o, in alternativa, metti l'avviso {{tmp\|Bio}} che ne segnala la mancanza. Se i dati riportati sono sbagliati, correggi direttamente la voce biografica; le modifiche saranno visibili in questa lista entro pochi giorni. Per chiarimenti vedi il progetto biografie. La lista contiene solo le 33 persone che sono citate nell'enciclopedia e per le quali è stato implementato correttamente il template Bio. Pagina aggiornata al 2 mag 2025. |

- 25 gennaio - Paul Hofhaimer, compositore e organista austriaco († 1537)
- 1º febbraio - Conrad Celtis, poeta, editore e umanista tedesco († 1508)
- 2 marzo - Papa Adriano VI, papa, vescovo cattolico e cardinale olandese († 1523)
- 6 marzo - Jacob Fugger, banchiere e mercante tedesco († 1525)
- 8 marzo - Bernardino Corio, storico italiano († 1519)
- 22 marzo - Massimiliano I d'Asburgo, imperatore († 1519)
- 15 maggio - Ercole Bentivoglio, condottiero italiano († 1507)
- 15 maggio - Giovanni I del Palatinato-Simmern, nobile tedesco († 1509)
- 27 maggio - Bernhard Adelmann von Adelmannsfelden, teologo e umanista tedesco († 1523)
- 6 ottobre - Martin Behaim, navigatore, cartografo e astronomo tedesco († 1507)
- 7 dicembre - Diego Ramírez de Fuenleal, vescovo cattolico spagnolo († 1537)
- 22 dicembre - Şehzade Cem, principe ottomano († 1495)
- 27 dicembre - Giovanni I Alberto di Polonia, re polacco († 1501)
- Jacopo IV Appiano, nobiluomo italiano († 1510)
- Basarab V Neagoe, principe († 1521)
- Boabdil di Granada, sultano († 1528)
- Michelangelo Brandini, orafo italiano († 1528)
- William Dunbar, poeta scozzese († 1530)
- Antonio Giordano, giurista italiano († 1530)
- Hadim Sinan Pascià, politico e militare ottomano († 1517)
- Hersekli Ahmed Pascià, generale e politico ottomano († 1517)
- Lorenzo di Ilok, nobile e militare croato († 1524)
- Filippo di Kleve-Ravenstein, nobile e militare francese († 1528)
- Ambrogio Landriani, nobile e militare italiano († 1527)
- Andrea Oxner da Rinn, tedesco († 1462)
- Edward Poynings, militare britannico († 1521)
- Nicola di Salm, nobile e condottiero tedesco († 1530)
- Jacopo Saltarelli, orafo italiano
- Girolamo Scolari, religioso italiano († 1535)
- Carlo di Valois-Angoulême, nobile francese († 1496)
- Camillo Vitelli, condottiero e cavaliere medievale italiano († 1496)
- Juan de Zúñiga y Pimentel, cardinale e arcivescovo cattolico spagnolo († 1504)
- Francesco I de Tassis, italiano († 1517)